# Little Big Mom
«Little Big Mom» (рус. Маленькая большая мама) — десятый эпизод одиннадцатого сезона мультсериала «Симпсоны». Впервые вышел в эфир 9 января 2000 года.

## Сюжет
Симпсоны едут кататься на горных лыжах. Мардж предпочитает не рисковать здоровьем и весь день проводит в хижине. Но из-за глупой случайности она получает сложный перелом ноги. Пока Мардж лежит в больнице, Лиза берёт на себя обязанности домохозяйки. Но указывать Гомеру и Барту, что нужно делать, не так-то просто: отец и сын не убирают за собой и не слушают Лизу, вскоре превратив свой дом в грязную свалку. Лиза не хочет признаваться маме, что не справляется со своим заданием, и в минуту полного отчаяния к ней приходит призрак Люсиль Болл и даёт девочке «ценный» совет, как заставить мужчин убираться: Лиза берёт зеленую краску, смешивает её с овсянкой и мажет этой смесью Гомера и Барта. На следующий день отец и сын в ужасе осознают, что из-за нечистоплотности они «подхватили» проказу. Но вместо того, чтобы убираться в доме, они бегут к Фландерсам за помощью. Нед отправляет Гомера и Барта на Гавайи, где они проходят очень неприятный курс лечения электрофорезом, зато в остальное время отдыхают на море. Вскоре Мардж возвращается домой и узнаёт о том, что происходило, пока её не было дома. Мать и дочь прибывают на Гавайи, чтобы спасти Гомера и Барта от страшного лечения. Но оказывается, что те уже знают о том, что болезнь липовая, так как Гомер уже попробовал сыпь на вкус и она ему понравилась. Просто Гомер готов ради шикарного отпуска на Гавайях стерпеть все процедуры, и семья остаётся отдыхать дальше.